# Мон-Міні
Мон-Міні́ (фр. Glacier du Mont Miné) — льодовик завдовжки 7,9 км (станом на 2005 р.), лежить у Пеннінських Альпах у кантоні Вале (Швейцарія). У 1973 році мав площу 10,97 км².